# August-Pieper-Straße 2 (Mönchengladbach)

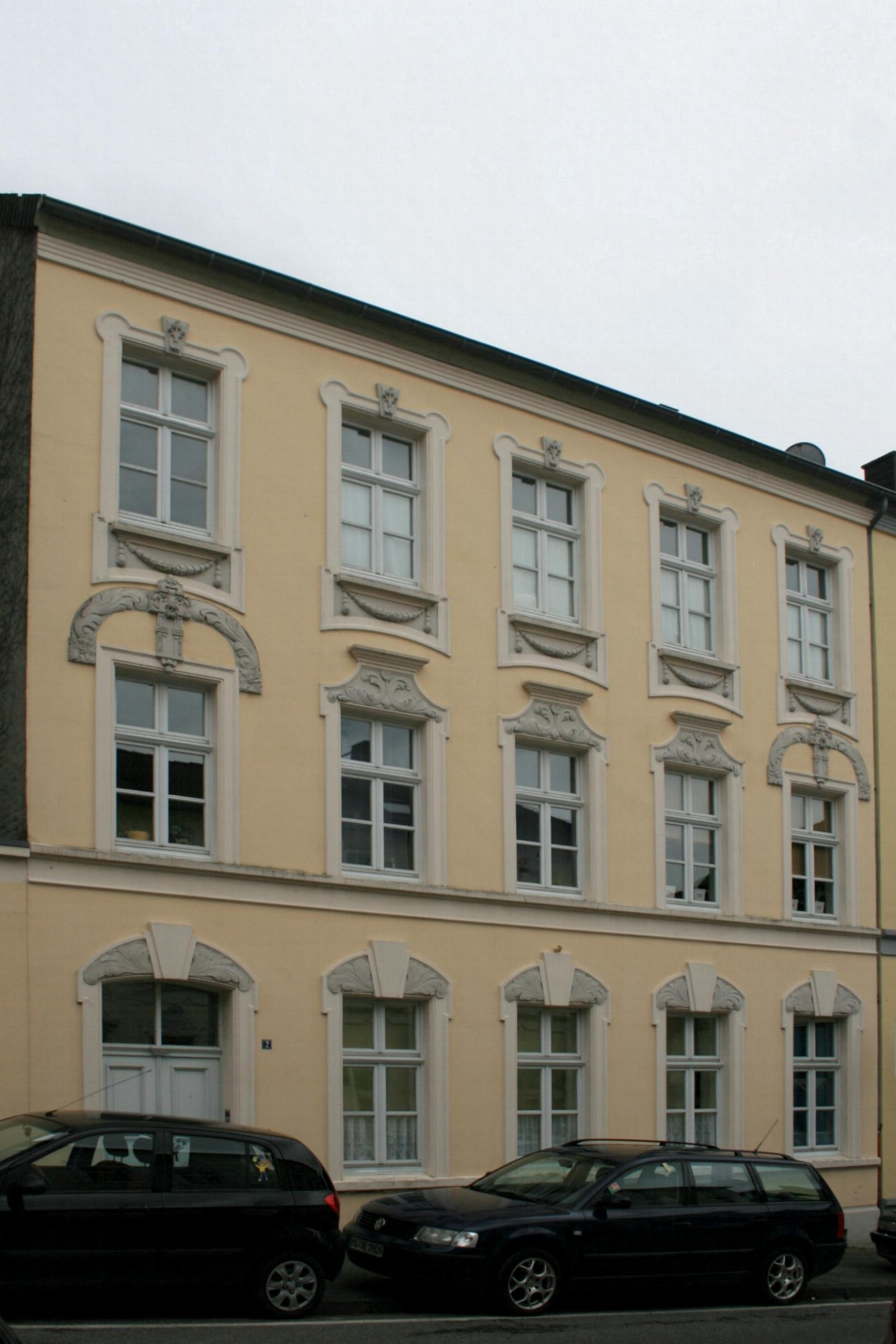
Wohnhaus August-Pieper-Straße 2 (2010)

Das Wohnhaus August-Pieper-Straße 2 steht im Stadtteil Gladbach von Mönchengladbach in Nordrhein-Westfalen. Es wurde um 1890 erbaut. Das Haus ist unter Nr. A 007 am 4. Dezember 1984 in die Denkmalliste der Stadt Mönchengladbach eingetragen worden.

## Architektur
Es handelt sich um einen dreigeschossigen Putzbau von fünf Achsen unter flach geneigtem Satteldach im Stadtteil Waldhausen. Bei im Prinzip symmetrischer Fassadengestaltung zurückhaltende Betonung der beiden Außenachsen mittels gestalterisch herausgehobener Fensterausführung. Horizontale Gliederung durch Sockel- und Stockwerk- bzw. Sohlbankgesims. Die in regelmäßigen Achsabständen angeordneten Fenster sind gleichförmig hochrechteckig ausgebildet und von geschossweise differierender Rahmung in Jugendstilzitaten. Die Fenster des Erdgeschosses sind wie der linksseitige Hauszugang mit einer profilierten Rahmung und flach aufgelegter Bekrönungsornamentik (Akanthusblätter) gefasst, die eine überdimensionierte Schlusssteinimitation besetzt.
Reicher geschmückt sind die Fenster des ersten Obergeschosses. Bei gleicher „Ohrenrahmung“ ist der vegetabilisch ausgebildete Bekrönungsschmuck plastisch hervorgehoben und mit einem Gebälk abgeschlossen. Die beiden äußeren Fenster setzen sich durch eine korbbogige Überkrönung in Form einer Rankengirlande ab, die mittig durch Maskenbesatz und herabhängende Bänder zusätzliche Akzente setzt. Mit einer modifizierten Rahmenblende, die sich als festongefüllte Brüstungsbetonung fortsetzt und die ein mit stilisiertem Rankenwerk ornamentierter Schlussstein schmückt, sind die Fensteröffnungen des zweiten Obergeschosses ausgezeichnet. Als schlichtes Holzkastengesims mit Vorhängerinne ist das durch ein breites Putzband in Fugengliederung abgesetzte Traufgesims ausgebildet.